# Santa Dorotea
Santa Dorotea, även benämnd San Silvestro a Porta Settimiana, Santi Silvestro e Dorotea och San Silvestro della Malva, är en kyrkobyggnad i Rom, helgad åt den heliga Dorotea. Kyrkan är belägen vid Via di Santa Dorotea i Rione Trastevere. Santa Dorotea är sedan 2014 titelkyrka; nuvarande kardinalpräst är Jorge Enrique Jiménez Carvajal.

## Kyrkans historia
Dorotea var en kristen jungfru som led martyrdöden under kejsar Diocletianus förföljelse år 305. När Dorotea skulle halshuggas, hånades hon av den kejserlige ämbetsmannen Theophilus, som begärde att hon skulle sända honom en korg med frukter och rosor från sitt himmelska paradis hon så ofta talat om. Just som Dorotea böjde knä för att ta emot det dödande svärdshugget, uppenbarade sig enligt legenden en gosse (Jesusbarnet) i purpurfärgad mantel och med stjärnor i håret, bärande en korg med rosor och äpplen, trots att det var mitt i vintern. Dorotea bad gossen att ge korgen åt Theophilus, som då lät omvända sig till kristendomen och tog emot dopet. Kort därefter led han själv martyrdöden.
Enligt traditionen grundades kyrkan av påve Silvester I (314–335). Kyrkans första dokumenterade omnämnande återfinns i en bulla promulgerad av påve Calixtus II den 7 juni 1123, i vilken den benämns S. Silvestri iuxta portam Septimianam (åsyftande Porta Settimiana) bland filialerna till kyrkan Santa Maria in Trastevere. Kyrkan förekommer i Catalogo di Cencio Camerario, en förteckning över Roms kyrkor sammanställd av Cencio Savelli år 1192 och bär där namnet sco. Silvestro. Kyrkan nämns även i Il catalogo Parigino (1230) som s. Silvester Porta Septentrionis och i Catalogo di Torino (1320) som Ecclesia sancti Silvestri.
Kyrkan restaurerades 1475 och förlänades församlingsrätt. Kyrkan var först helgad åt den helige Silvester I och helgades åt den heliga Dorotea omkring år 1500, då hennes reliker av kyrkoherden Giuliano Dati fördes till kyrkan inför Jubelåret 1500.
I kyrkan grundade Giovanni Pietro Carafa och Gaetano av Thiene år 1524 teatinorden, som var en betydelsefull händelse för Romersk-katolska kyrkans reform. En föregångare till denna orden var Compagnia del Divino Amore, ett sällskap grundat i Genua 1497. Bredvid kyrkans sakristia öppnade Josef av Calasanz år 1597 världens första avgiftsfria skola för medellösa barn och grundade därmed piaristernas orden.
Omkring år 1718 företogs en restaurering av fasaden och interiören. Kyrkans församlingsrätt hävdes av påve Benedictus XIII 1727 och två år senare överläts kyrkan åt franciskankonventualer. Vid mitten av 1700-talet ansågs den Medeltiden|medeltida kyrkobyggnaden vara så nedgången att orden lät demolera den och uppföra en mindre kyrkobyggnad; man lät dock behålla absiden. Giovanni Battista Nolli anförtroddes med att rita den nya kyrkan; Santa Dorotea är hans enda förverkligade arkitektoniska verk. Grundstenen lades av kardinal Carlo Rezzonico den 1 juli 1751.
Under den Romerska republiken 1798 tvingades franciskankonventualerna att lämna klostret vid Santa Dorotea och kamillianer installerade sig där istället; franciskankonventualerna återkom dock två år senare. År 1811 genomfördes en restaurering under arkitekten Pio Mazzoni och 1824 återfick kyrkan församlingsrätten av påve Leo XII. År 1879 företogs ytterligare en restaurering och kardinal Raffaele Monaco La Valletta återkonsekrerade kyrkan. År 1931 genomfördes ännu en restaurering, varvid interiören bemålades med fresker av Gaetano Bocchetti.

## Kyrkans exteriör
Kyrkans fasad är konkav och har en kolossalordning med fyra kompositapilastrar som står på höga socklar. Ingångsportalen kröns av ett segmentbågeformat pediment och ovanför denna sitter dedikationsinskriptionen:
Fasadens fönster har en svagt segmentbågeformad avslutning. Fasadens entablementet förkroppar sig endast över de bägge yttre pilastrarna. I frisen öppnas sig två kvadratiska öppningar. Fasadens storform avslutas med ett triangulärt pediment.
| Il Gesù, Ancona. |  | San Paolo Primo Eremita, Rom. |
| Il Gesù, Ancona. |  | San Paolo Primo Eremita, Rom. |

En i Roms arkiv bevarad kolorerad pennteckning från 1751, publicerad av den tyske konsthistorikern Jürgen Zänker, visar att Nolli ursprungligen hade intentionen att placera fyra fristående kolonner framför fasaden. Även portalen skulle flankeras av kolonner. Zänker förmodar, att Nolli med detta exteriörprogram hade inspirerats av den av Luigi Vanvitellis ritade kyrkan Il Gesù i Ancona. Enligt den tyske konsthistorikern Hellmut Hager utgjorde Santa Doroteas fasad inspiration till kyrkan San Paolo Primo Eremita i Rom, ritad av Clemente Orlandi.

## Kyrkans interiör
Kyrkans grundplan utgör en blandning av ett långhus och en centralbyggnad. Filippo Titi, italiensk apostolisk pronotarie och konsthistoriker, betecknar kyrkans grundplan som ett grekiskt kors. Jürgen Zänker beskriver interiören som ett enskeppigt långhus med klart åtskilda rumsenheter, ett så att säga utsträckt centralbyggnadsschema. I ingångstravén finns till höger en målning föreställande den heliga Agata och till vänster en staty som avbildar den helige Antonius av Padua. Här kan man även beskåda tre lynettfresker av Gaetano Bocchetti: Den heliga Elisabet av Ungern, Kardinaldygden Fortitudo med putti och Den helige Ludvig IX av Frankrike.

### Högkoret
Högaltarets målning visar De heliga Dorotea och Silvester av Michele Bucci. Inlemmad i denna målning är en ikon föreställande Madonnan och Barnet, benämnd Madonna del Divino Amore, ”Den gudomliga kärlekens Madonna”. Under högaltaret vördas den heliga Doroteas reliker. I absidens halvkupol framställer tre fresker Den heliga Dorotea i fängelsehålan, Den heliga Doroteas upptagande i himmelen och En ängel överlämnar frukter och rosor åt Theophilus.

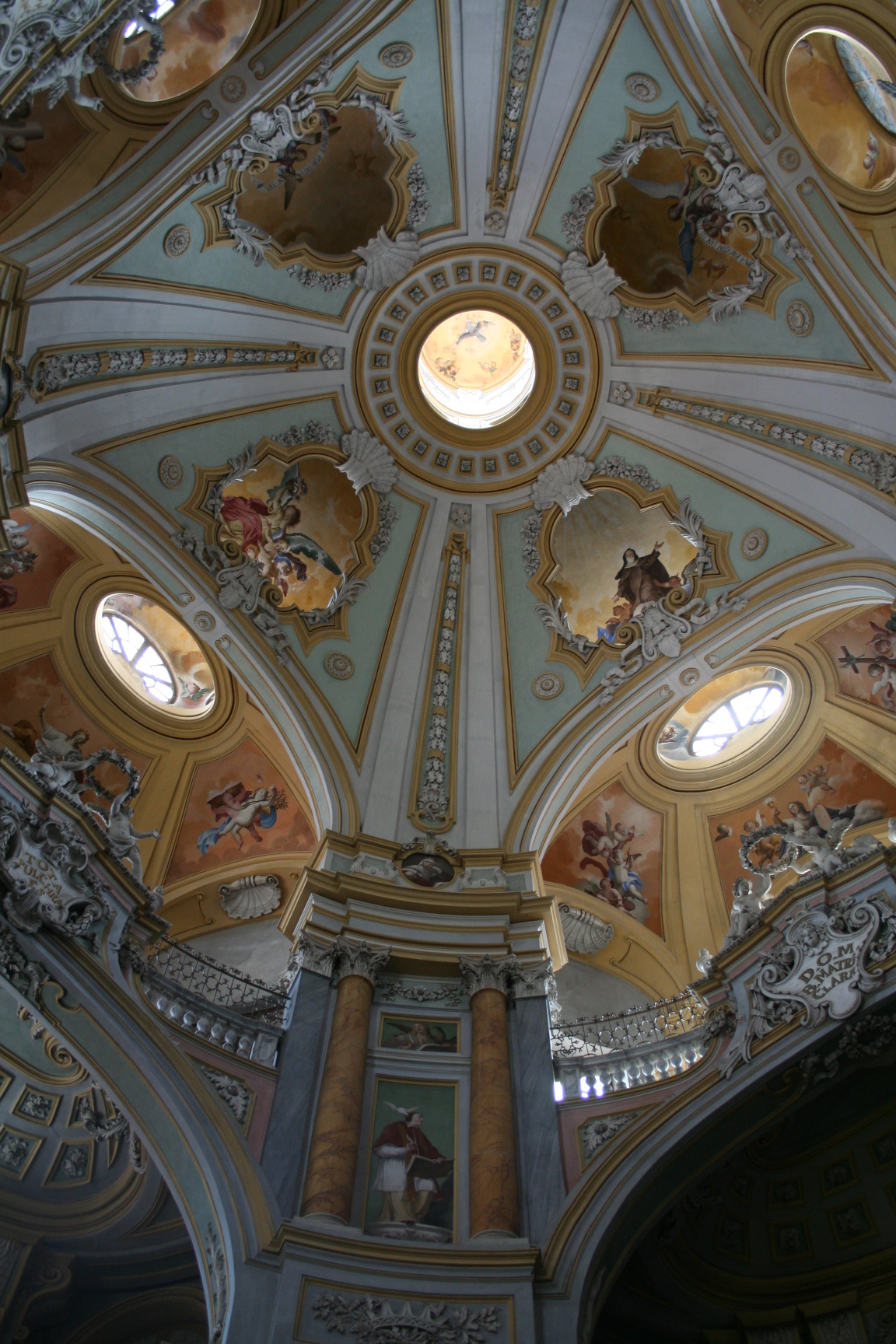
Kyrkan Santa Chiara i Bra.

Enligt den brittiske konsthistorikern Anthony Blunt domineras interiören av dess centralspatium som inte täcks av någon kupol, utan av ett valv med fyra kraftigt profilerade och kassetterade valvribbor dekorerade med rosor. Blunt finner likheter i samtida piemontesiska kyrkobyggnader, bland andra Santa Chiara i Bra, ritad av Bernardo Vittone. Mellan valvribborna i Santa Dorotea har Gaetano Bocchetti målat fyra franciskanska motiv: Den helige Antonius av Padua uppenbarelse, Den helige Franciskus av Assisi förhärligande, Den helige Franciskus flyr från Assisi och Den heliga Klaras död. I lanterninen ses Den Helige Andes duva. Lanterninen har en eklövskrans i stuck och pilastrar med joniska festongkapitäl; mellan pilastrarna sitter rektangulära fönster med stuckramar.

### Höger sida
Första altaret till höger har målningen De heliga Gaetano av Thiene och Josef av Calasanz, utförd av Gioacchino Martorana, som var lärjunge till Marco Benefial. Här finns även en bildning som visar Den heliga Agata.
I höger tvärarm står statyn Den smärtofyllda Modern i en rundbågenisch. I tunnvalvet ovanför tre fresker: Prudentia, Den helige Josef av Calasanz samt Den helige Gaetano av Thiene och den salige Andreas av Segni. Till vänster hänger en gravinskrift över Giovanni Battista Nolli:
Altarmålningen är utförd av Lorenzo Gramiccia och föreställer Den helige Antonius av Padua tillsammans med Madonnan och Barnet. Enligt den tyska konsthistorikern Brigitte Kuhn-Forte är detta verk inspirerat av Den helige Antonius av Padua av Benedetto Luti, som finns i kyrkan Santi XII Apostoli i Rom. Höger tvärarm rymmer även en Rosenkransmadonna från 1900-talet.
Tredje altaret till höger har Georg Kaspar Prenners målning Jungfru Marie Obefläckade Avlelse.

### Vänster sida
Första altarets målning är Den helige Josef av Copertino, utförd av Vincenzo Meucci (1694–1766). Altaret har även en mindre bild som avbildar Rita av Cascia. Det andra altaret till vänster, beläget i tvärarmen, har målningen Den helige Franciskus hänryckning av Liborio Marmorelli samt en mindre bild föreställande Jesu heliga hjärta. Vänster tvärarm hyser även valvfreskerna Den salige Andreas av Segni, Allegorin Religionen med putti samt Den helige Gaetano av Thiene. Därutöver finns här en staty föreställande den helige Josef. Tredje altarets målning är utförd av Michele Meucci och framställer Korsfästelsen med de heliga Rosalia, Margareta av Cortona, Bonaventura och Nikolaus (andra hälften av 1600-talet). Här finns även en bild av den helige Maximilian Kolbe, utförd av Dina Bellotti.

### Sakristian
Sakristians tak har 1700-talsfresken Aposteln Johannes uppenbarelse. Här förvaras även en liten cippus av marmor med en dedikationsskrift åt de heliga Dorotea och Silvester.

## Bilder

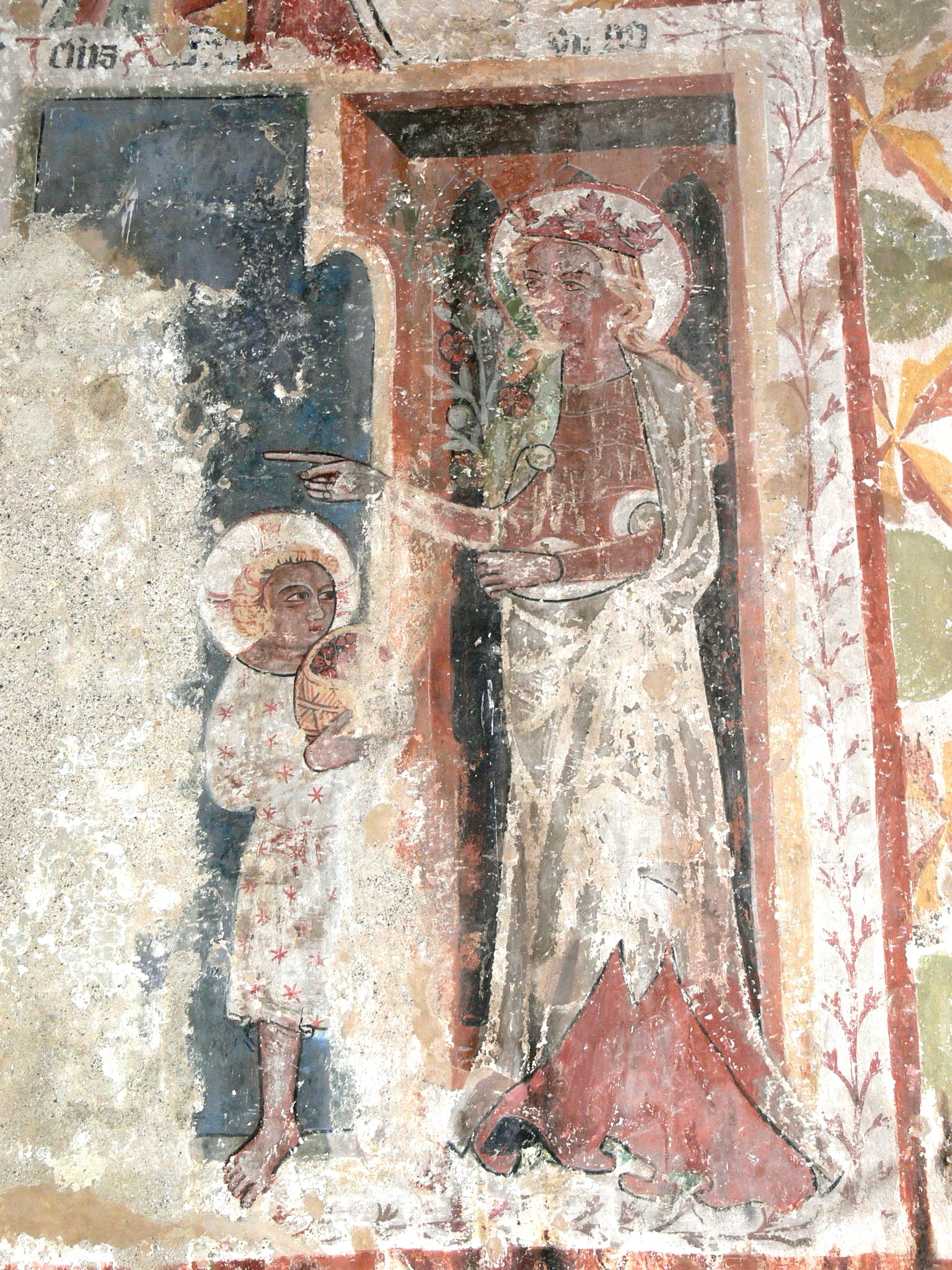
Den heliga Dorotea och Jesusbarnet. 1300-talsfresk i kyrkan St. Matthäus i Murau.
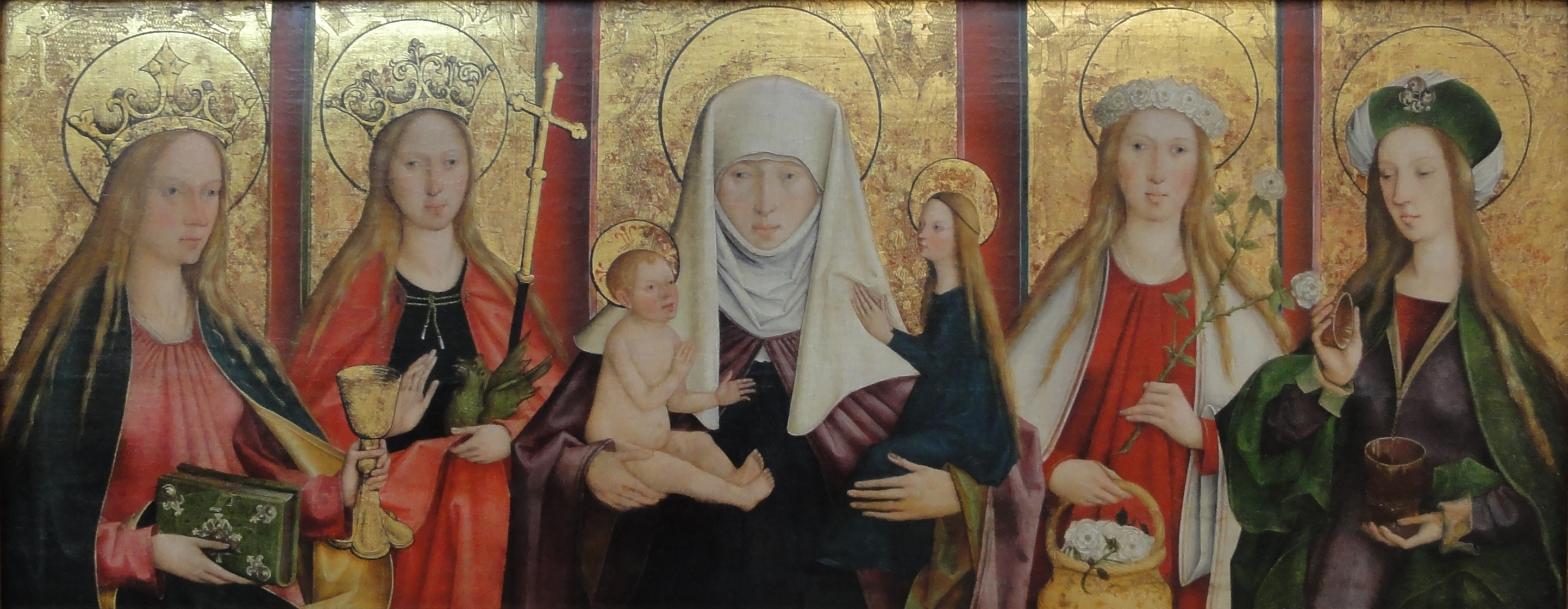
Anna själv tredje flankerad av de heliga Barbara, Margareta, Dorotea och Maria Magdalena.
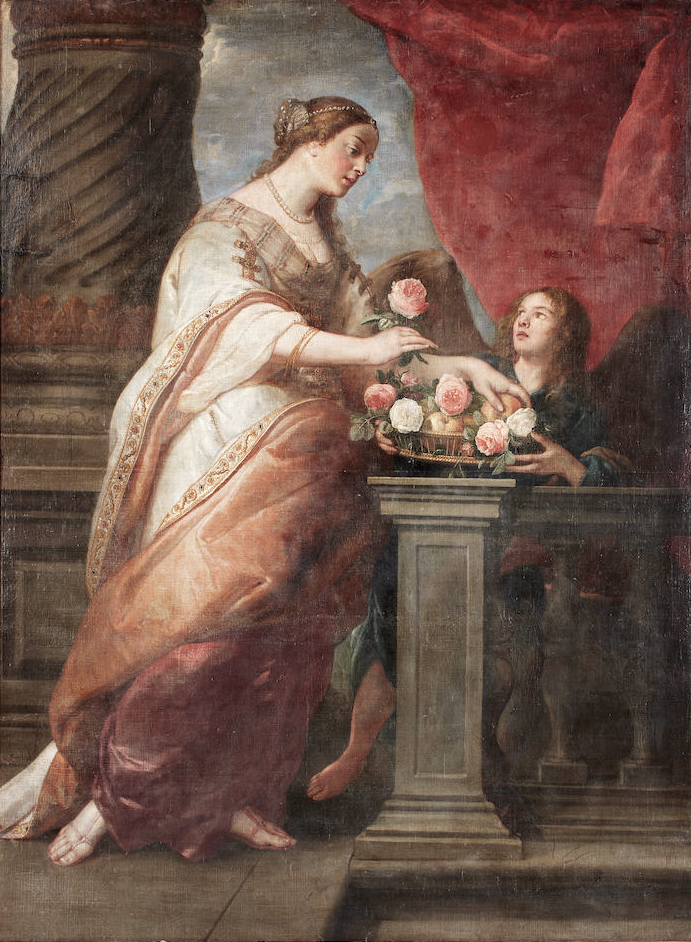
Den heliga Dorotea med en ängel. Målning av Gaspar de Crayer.
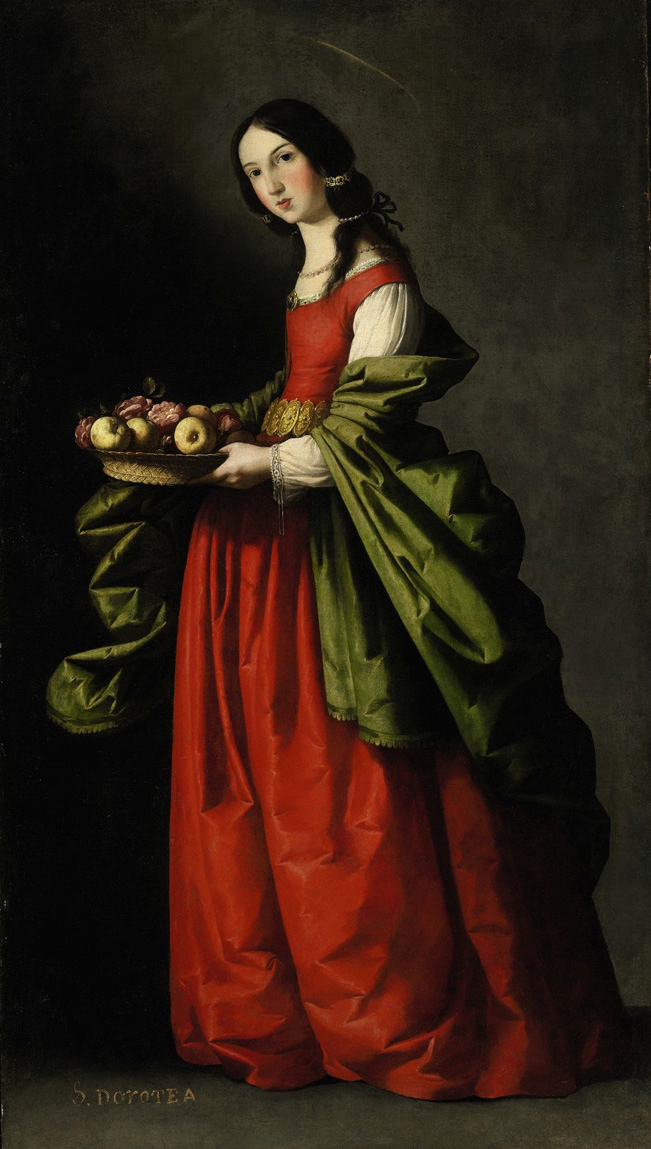
Den heliga Dorotea. Målning av Francisco de Zurbarán.
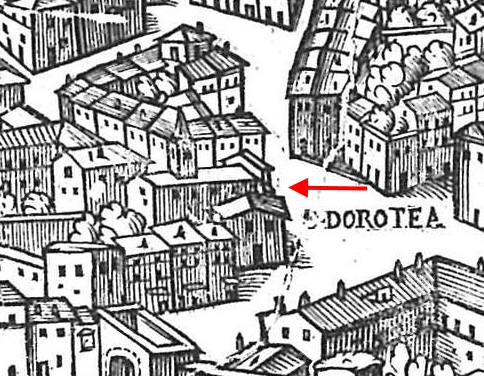
Santa Dorotea (vid den röda pilen) på Giovanni Maggis Rom-karta från 1625.